# 1-Butyl-3-methylimidazoliumbromid
1-Butyl-3-methylimidazoliumbromid ist eine ionische Flüssigkeit (auch: ionic liquid oder Flüssigsalz), also ein Salz, dessen Schmelzpunkt unter 100 °C liegt.

## Gewinnung und Darstellung
Die Darstellung von 1-Butyl-3-methylimidazoliumbromid kann durch eine lösungsmittelfreie Quarternisierungs-Reaktion von 1-Methylimidazol mit 1-Brombutan erfolgen.

## Eigenschaften
1-Butyl-3-methylimidazoliumbromid kristallisiert orthorhombisch.

## Verwendung
1-Butyl-3-methylimidazoliumbromid ist eine Ausgangsverbindung in der Synthese von ionischen Flüssigkeiten, die das 1-Butyl-3-methylimidazolium-Kation tragen. Es wird als Reaktionsmedium und Katalysator verwendet. Weiterhin findet es Anwendung in der CO2-Abscheidung und -Speicherung.